# 穆拉姆维亚省
穆拉姆维亚省（Muramvya Province）布隆迪17个省份之一。省会穆拉姆维亚。面積696平方公里。1999年估計人口252,833人。该省也被称为 "Iwabo W'Imana"。

## 文化
这个地区是著名的巴米（国王）登基道路。皇家首都是Mbuye，在Mpotsa有王后母亲的墓地，皇家墓地位于Nkiko-Mugamba。都在此地附近。

## 世界遗产地位
这个地区的文化和自然景观于2007年5月9日被添加到联合国教科文组织世界遗产暂定名单混合（文化和自然）的范畴。

## 记录
1. 1 2  .   [2010-08-25]. （原始内容存档于2011-11-08）.